# Viñuelas
Viñuelas ist eine zentralspanische Kleinstadt und eine Gemeinde mit 183 Einwohnern (Stand: 2024) in der Provinz Guadalajara in der Autonomen Gemeinschaft Kastilien-La Mancha. 

## Geografie
Viñuelas befindet sich etwa 25 Kilometer nordwestlich von Guadalajara und etwa 40 Kilometer nordnordöstlich von Madrid in einer Höhe von ca. 900 m. 

## Bevölkerungsentwicklung
| Bevölkerung | Bevölkerung | Bevölkerung | Bevölkerung | Bevölkerung | Bevölkerung |
| 1970        | 1981        | 1991        | 2001        | 2011        | 2021        |
| ----------- | ----------- | ----------- | ----------- | ----------- | ----------- |
| 209         | 274         | 125         | 116         | 136         | 182         |

## Sehenswürdigkeiten
- Laurentiuskirche (Iglesia de San Lorenzo)

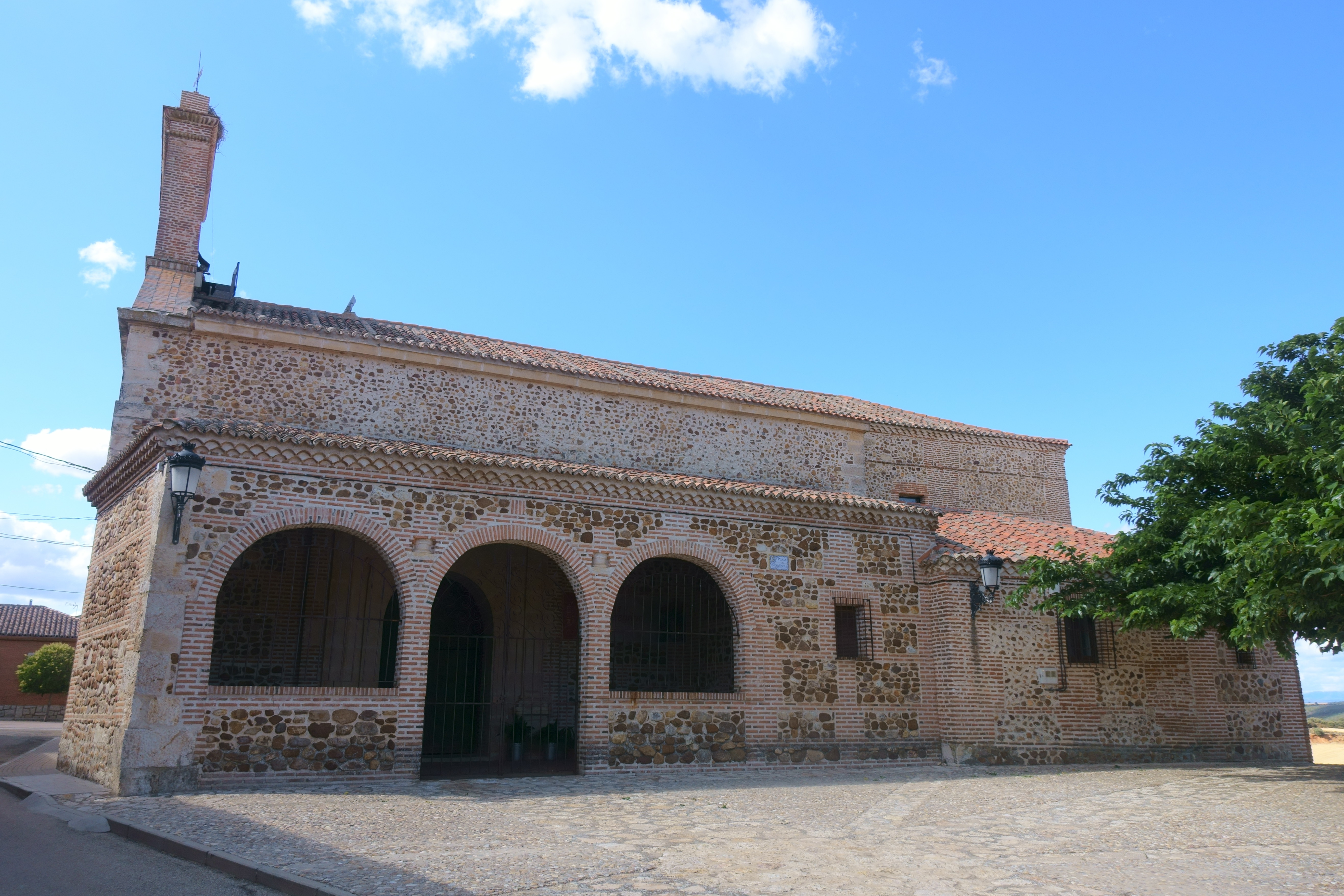
Laurentiuskirche
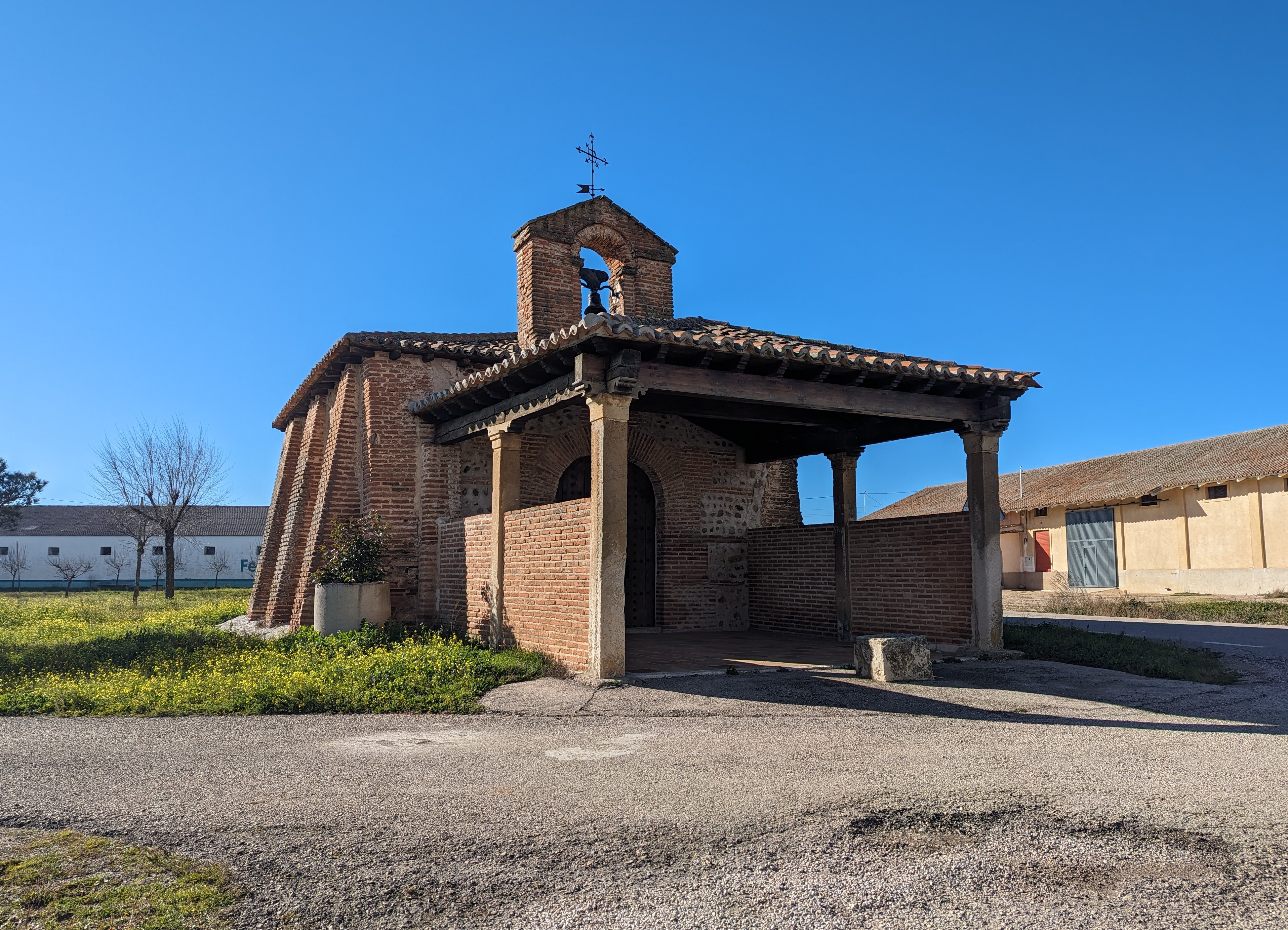
Marienkapelle
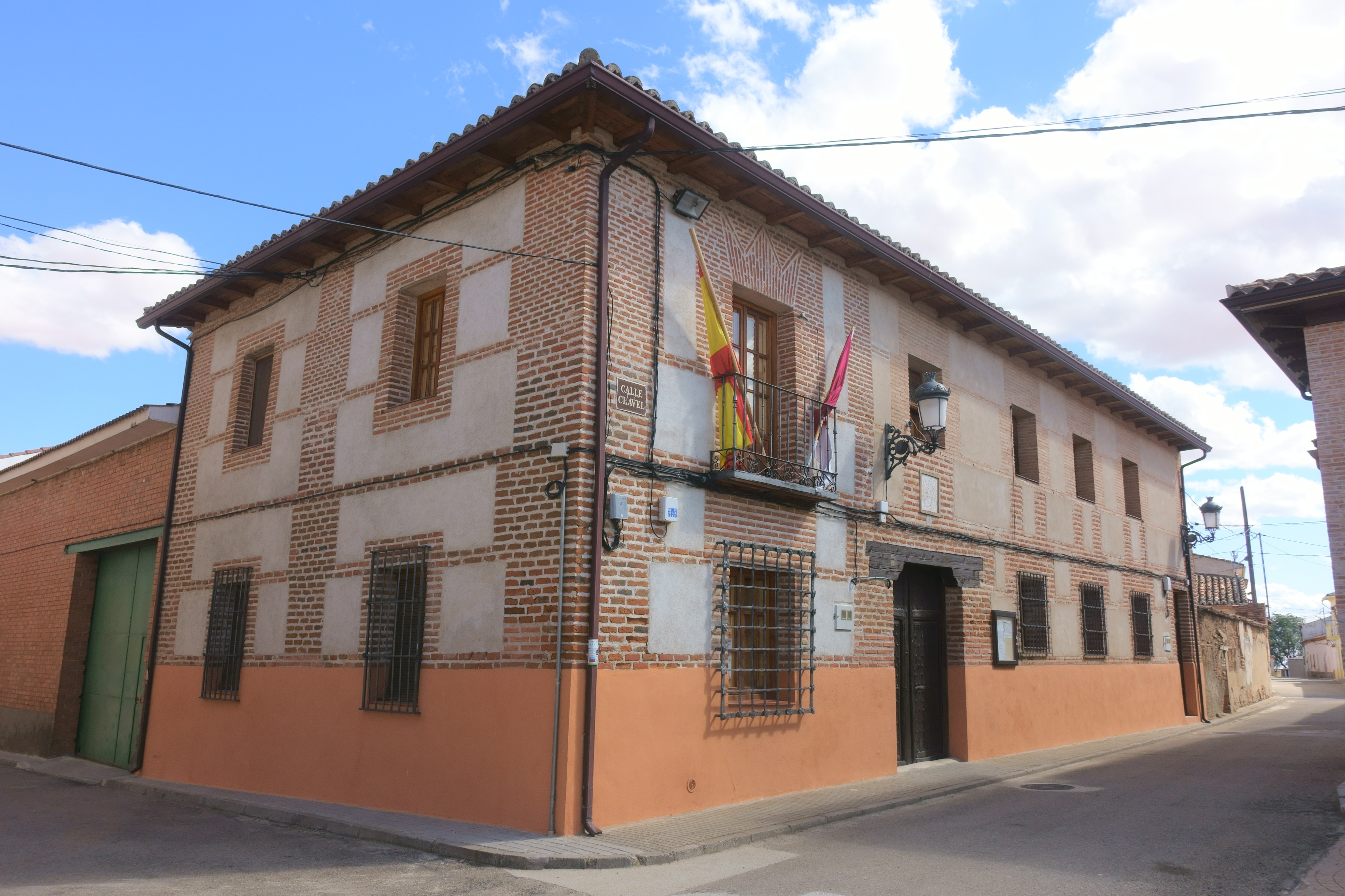
Rathaus

## Persönlichkeiten
- Alejo Vera (1834–1923), Maler